# Jean-François Leriget de La Faye
Jean-François Leriget de La Faye (* 1674 in Vienne; † 11. Juli 1731 in Paris) war ein französischer Adeliger, Diplomat, Mäzen und Mitglied der Académie française.

## Leben
Jean-François Leriget, marquis de La Faye, war der Sohn eines königlichen Sekretärs und Steuereinnehmers. Da er eine Karriere als Offizier aus Gesundheitsgründen abbrechen musste, wurde er von Ludwig XIV. mit diplomatischen Missionen in Genua, Utrecht (1713) und London beauftragt. 1720 verwaltete er die Französische Ostindienkompanie. Daneben betätigte er sich als reicher Kunstmäzen, Bibliophiler und Literat. Er war ein Freund von Antoine Houdar de la Motte.
1719 kaufte er das heruntergekommene Schloss Condé und ließ es von Giovanni Niccolò Servandoni (1695–1766) umgestalten. Häufiger Gast war dort Jeanne Baptiste d’Albert de Luynes, Gräfin von Verrua. La Fayes Beziehungen zum Geistesleben verhalfen ihm 1731 zur Wahl in die Académie française (Sitz Nr. 13), doch starb er bereits im darauffolgenden Jahr im Alter von 56 (oder 57) Jahren. Außer wenigen Gedichten sind von ihm keine Schriften bekannt.